# Anh Minh Truong
Anh Minh Truong est un réalisateur et scénariste québécois né le 18 octobre 1982 à Hô Chi Minh-Ville au Vietnam et basé à Sherbrooke en Estrie. Il a réalisé une vingtaine de courts et moyens métrages en plus d’œuvrer dans le milieu de la publicité, du vidéoclip et de la télévision.

## Biographie
Né au Vietnam, Anh Minh Truong immigre au Canada avec ses parents à l'âge de deux ans. La famille s'installe dans la région de l'Estrie, au Québec, où Truong passe l'entièreté de son enfance et de son adolescence. Il est élevé par sa tante et ses grands-parents, qui le prennent en charge à la suite du divorce de ses parents.
En 2002, il remporte avec son premier court métrage La vie est bonne les Prix du Jury et du Public au concours « Vidéaste recherché(e) 2002 ». Il cofonde ensuite, avec un collectif d'amis, la maison de production Cri/Art.
À la suite d'une formation en arts visuels, il s'installe à Montréal pour entamer des études à l'École de cinéma Mel-Hoppenheim de l'Université Concordia. Dans le cadre de son programme, il réalise plusieurs courts métrages, dont Blackout (2005) et Mon oeil!, nommé grand gagnant de la compétition Silence, on court! à Cannes.
À l'automne 2007, le cinéaste participe à la première édition de l'émission télévisée Fais ça court ! diffusée sur les ondes de Télé-Québec. Le duo formé avec son acolyte Jean-Philippe Boudreau se rend en finale de la compétition.
En 2009, il participe au programme 8 Courts / 1 Collectif organisé par la Biennale de Montréal et l'INIS en collaboration avec la Cinémathèque québécoise,,. C'est à l'occasion de ce projet qu'il réalise le court métrage Un pas de deux, relatant la fascination d'une jeune serveuse pour un client esseulé. Cette même année, il se voit décerner le Prix à la création artistique du Conseil des arts et des lettres du Québec pour la région de l'Estrie.
En 2013, il entame l'écriture d'un scénario qui mènera à la création de son premier long métrage, Des hommes, la nuit. Entièrement financé et réalisé en Estrie, le projet emploie de nombreux artistes et techniciens locaux afin de favoriser le développement de l'industrie cinématographique en dehors des circuits traditionnels,. Le film est présenté en grande première lors de la 10e édition du Festival du cinéma du monde de Sherbrooke le 6 avril 2023. Le cinéaste raconte que cette œuvre lui a été inspirée par son nouveau rôle de père, qui a transformé sa connexion à sa propre vulnérabilité et lui a permis de reconnecter avec l'écriture.

## Filmographie

### Courts et moyens métrages
- 2002 : La Vie est bonne
- 2003 : Prise d'eux
- 2004 : C'est la faute à Darwin
- 2004 : Mon oeil!
- 2005 : Blackout
- 2007 : Les Rabibochés
- 2007 : Les Désordres symétriques
- 2009 : Un pas de deux
- 2012 : Après la peine (également coproducteur)
- 2012 : S'oublier (également scénariste et producteur)
- 2015 : Le Roi de la montagne (également co-scénariste et coproducteur)

### Longs métrages
- 2023 : Des hommes, la nuit (également co-scénariste)

## Distinctions

### Récompenses
- 2005 : Gagnant de la compétition Silence, on court! à Cannes pour Mon oeil!, Cannes, France
- 2008 : Mention honorable, Festival international du film Reel Asian de Toronto (en), Canada
- 2009 : Prix du Conseil des arts et des lettres du Québec - Estrie
- 2016 : Prix Air Canada pour Le Roi de la montagne, Rendez-vous Québec Cinéma
- 2016 : Meilleur court métrage pour Le Roi de la montagne, Festival du film indépendant Nickel (en), Saint-Jean de Terre-Neuve

### Nominations et sélections
- 2009 : Nomination pour le meilleur film en langue étrangère pour Les Désordres symétriques, Festival international du film Heart of Gold, Queensland, Australie